# BMW Zagato Coupé
BMW Zagato Coupé – samochód sportowy klasy kompaktowej typu one-off wyprodukowany pod niemiecką marką BMW w 2012 roku.

## Historia i opis modelu

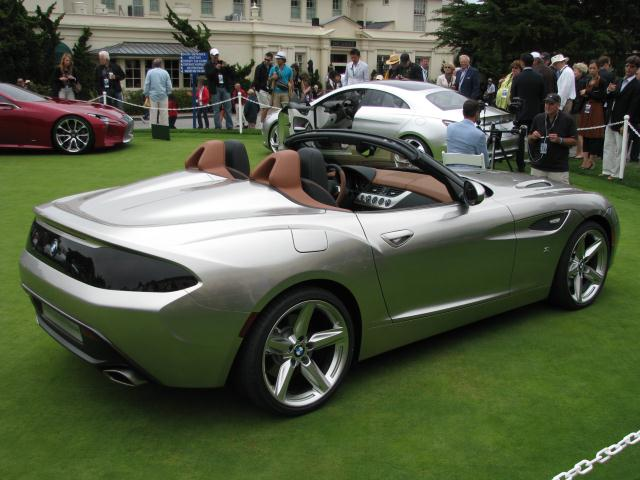
BMW Zagato Roadster - tył

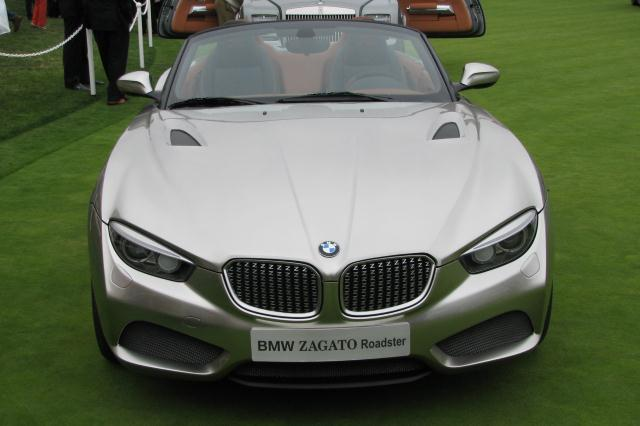
BMW Zagato Roadster

Podczas corocznego wydarzenia Concorso d'Eleganza Villa d'Este nad włoskim jeziorem Como, które odbyło się pod koniec maja 2012, BMW przedstawiło swój pierwszy wynik sekretnej i niezapowiadanej wcześniej współpracy z włoskim studiem projektowo-wytwórczym Zagato. W ten sposób powstał unikatowy projekt niewielkiego samochodu sportowego w postaci BMW Zagato Coupé, który pomimo technicznego pokrewieństwa z produkowaną wówczas drugą generacją BMW Z4 zyskał nowy koncept stylistyczny. Agresywnie stylizowany pojazd połączył akcenty typowe dla niemieckiej firmy z akcentami Zagato jak m.in. podwójne wybrzuszenia na dachu czy detale z literą "Z".
Kabina pasażerska została w pełni zapożyczona z BMW Z4, wyróżniając się jednak innymi materiałami wykończeniowymi. W tym celu Zagato zastosowało mieszankę czerwonej skóry, która miała za zadanie odpowiadać barwie zastosowanej do pomalowania nadwozia. Do napędu unikatowego modelu BMW wykorzystano stosowany już w klasycznym Z4 rzędowy, sześciocylindrowy silnik benzynowy o pojemności 3 litrów, którego moc została zwiększona z 340 do ok. 400 KM.

### Zagato Roadster
Oprócz wariantu Coupé, 3 miesiące po jego premierze nad włoskim jeziorem Como zadebiutował pokrewny model z materiałowym składanym dachem pod nazwą BMW Zagato Roadster. Samochód odróżnił się jeszcze bardziej stopniowaną stylizacją tylnej części nadwozia, a także innym, beżowym lakierem, którego tonację odzwierciedlono także w wykończeniu kabiny pasażerskiej.

### Sprzedaż
Zarówno Zagato Coupé, jak i Zagato Roadster to unikatowe projekty typu one-off, które powstały po jednym egzemplarzu i nie trafiły do seryjnej ani i małoseryjnej produkcji. Pojazdy zachowały rolę demonstracyjnych, eksperymentalnych pojazdów mających manifestować umiejętności wytórcze włoskiego studia Zagato, zachowując jednak w pełni zalegalizowany status i prawo do poruszania się po drogach publicznych. 

### Silnik
- R6 3.0l 400 KM